# David Shire
David Lee Shire (Buffalo, 3 luglio 1937) è un compositore e pianista statunitense, autore di musical teatrali e di colonne sonore per cinema e televisione.
Tra le sue opere più celebri ci sono le colonne sonore dei film Il fantabus, Il colpo della metropolitana, La conversazione e Tutti gli uomini del presidente, nonché parte de La febbre del sabato sera.

## Biografia
Shire è nato a Buffalo da una famiglia ebrea composta da Esther Miriam (nata Sheinberg) e dall'insegnante di pianoforte Irving Daniel Shire. Dopo essersi diplomato alla Nichols School, ha studiato inglese e musica all'Università Yale, dove ha incontrato il suo futuro collaboratore Richard Maltby Jr., scrivendo insieme a lui un paio di musical teatrali prodotti dalla Yale Dramatic Association. Si è laureato magna cum laude nel 1959.
Dopo un semestre di lavoro alla Brandeis University, prima, e nella Guardia Nazionale, poi, Shire ha deciso di stabilirsi a New York per lavorare come pianista e autore di musical (assiee a Maltby). Negli anni '60 ha iniziato a comporre per show televisivi, e più tardi anche per l'industria cinematografica, a partire dai primi anni '70.
Nel corso della sua carriera ha vinto un Oscar alla migliore canzone (nel 1980 per la musica di It Goes Like It Goes) e un Grammy Award all'album dell'anno (nel 1979 per la colonna sonora de La febbre del sabato sera).

### Vita privata
Dal 1970 al 1980 è stato sposato con l'attrice Talia Shire (nota per i suoi ruoli ne Il padrino e Rocky), con la quale ha avuto il figlio Matthew, oggi sceneggiatore.
Dopo il divorzio, si è risposato nel 1982 con l'attrice Didi Conn.

## Filmografia parziale

### Cinema
- Yellow 33 (Drive, He Said), regia di Jack Nicholson (1971)
- Summertree, regia di Anthony Newley (1971)
- La conversazione (The Conversation), regia di Francis Ford Coppola (1974)
- Il colpo della metropolitana (Un ostaggio al minuto) (The Taking of Pelham One Two Three), regia di Joseph Sargent (1974)
- Hindenburg (The Hindenburg), regia di Robert Wise (1975)
- Marlowe, il poliziotto privato (Farewell, My Lovely), regia di Dick Richards (1975)
- Tutti gli uomini del presidente (All the President's Men), regia di Alan J. Pakula (1976)
- Balordi & Co. - Società per losche azioni capitale interamente rubato $ 1.000.000 (Harry and Walter Go to New York), regia di Mark Rydell (1976)
- Il fantabus (The Big Bus), regia di James Frawley (1976)
- La febbre del sabato sera (Saturday Night Fever), regia di John Badham (1977)
- Vigilato speciale (Straight Time), regia di Ulu Grosbard (1978)
- Fast Break, regia di Jack Smight (1979)
- Norma Rae, regia di Martin Ritt (1979)
- The Promise, regia di Gilbert Cates (1979)
- Old Boyfriends - Il compagno di scuola (Old Boyfriends), regia di Joan Tewkesbury (1979)
- Solo quando rido (Only When I Laugh), regia di Glenn Jordan (1981)
- Per fortuna c'è un ladro in famiglia (Max Dugan Returns), regia di Herbert Ross (1983)
- 2010 - L'anno del contatto (2010), regia di Peter Hyams (1984)
- Nel fantastico mondo di Oz (Return to Oz), regia di Walter Murch (1985)
- Corto circuito (Short Circuit), regia di John Badham (1986)
- Una finestra nella notte ('night, Mother), regia di Tom Moore (1986)
- Vice Versa - Due vite scambiate (Vice Versa), regia di Brian Gilbert (1988)
- Monkey Shines - Esperimento nel terrore (Monkey Shines: An Experiment in Fear), regia di George A. Romero (1988)
- Bed & Breakfast - Servizio in camera (Bed & Breakfast), regia di Robert Ellis Miller (1992)
- Ash Wednesday, regia di Edward Burns (2002)
- Zodiac, regia di David Fincher (2007)
- Un alibi perfetto (Beyond a Reasonable Doubt), regia di Peter Hyams (2009)

### Televisione
- CBS Playhouse - serie TV, 4 episodi (1969-1970)
- Il virginiano (The Virginian) - serie TV, 5 episodi (1969-1970)
- Uno sceriffo a New York (McCloud) - serie TV, 7 episodi (1970)
- Killer Bees - film TV, regia di Curtis Harrington (1974)
- Una strana coppia (Sidekicks) - film TV, regia di Burt Kennedy (1974)
- I leoni della guerra (Raid on Entebbe) - film TV, regia di Irvin Kershner (1977)
- La camera oscura (Darkroom) - serie TV, 2 episodi (1981)
- Storie incredibili (Amazing Stories) - serie TV, 2 episodi (1986-1987)
- Steven, 7 anni: rapito (I Know My First Name Is Steven) - miniserie TV (1989)
- Room for Two - serie TV, 5 episodi (1992)
- Un uomo nel mirino (The Man Who Wouldn't Die) - film TV, regia di Bill Condon (1994)
- La finestra sul cortile (Rear Window) - film TV, regia di Jeff Bleckner (1998)